# David Zinman
David Zinman (Nueva York, 9 de julio de 1936) es un director de orquesta estadounidense.

## Vida
A los seis años comenzó sus estudios de violín en su ciudad natal y después asistió al prestigioso Conservatorio de la Universidad de Oberlin en Ohio. Tras su graduación en esta institución estudia composición durante tres años en la Universidad de Minnesota. Después asiste a los cursos de dirección orquestal impartidos en la Escuela de Música del Festival de Tanglewood. Allí conoce al gran maestro Pierre Monteux, que decide reclutarle como asistente en la Orquesta Sinfónica de Londres donde permanece de 1961 a 1964.

## Carrera
En 1965 Zinman fue contratado como director asistente de Szymon Goldberg en la Orquesta de Cámara de los Países Bajos, donde permaneció hasta 1977. 
Desde 1979 hasta 1982 sustituyó a Edo de Waart al frente de la Orquesta Filarmónica de Róterdam. 
Entre 1974 y 1985 fue director titular de la Orquesta Filarmónica de Rochester, sucediendo a Samuel Jones. Con esta formación, realizó muchas giras y grabaciones.  
Desde 1985 hasta 1998 trabajó como director titular de la Orquesta Sinfónica de Baltimore sucediendo al gran maestro rumano Sergiu Comissiona. La convirtió en una de las más sólidas de las orquestas de segunda fila de Estados Unidos. Amplió el repertorio a la música contemporánea y sin embargo consigue elevar las audiencias al máximo. 
En 1995 accedió a un puesto de primer nivel dentro de la dirección orquestal al suceder a Claus Peter Flor al frente de la Orquesta de la Tonhalle de Zúrich, donde se mantuvo por un periodo de casi 20 años hasta la temporada 2013-2014. En esta agrupación ejerció una magnífica gestión musical completamente original basada en la producción de obras de gran calidad pero menos conocidas del público y en la producción de muchas grabaciones discográficas de gran calidad técnica e interpretativa. Realizaron numerosas giras internacionales, especialmente por Estados Unidos y Japón, que situaron de nuevo a la orquesta a la altura de la considerada mejor de Suiza, la Orquesta de la Suisse Romande situando a la Tonhalle como una de las mejores agrupaciones de toda Europa.
Desde 1998 ha sido el director del Festival de Música de Aspen en Colorado, que da cabida a la Academia Americana de Dirección Orquestal. 
Zinman también ha impartido clases en el Instituto de Música Curtis de Filadelfia y en Zúrich. 
Entre sus grabaciones, cabe destacar El cascanueces de Chaikovski con el New York City Ballet para una versión filmada del ballet.

## Estilo
Su estilo de dirección es tributario del de su maestro Pierre Monteux y como él tiene una gran elegancia en su conducción de la orquesta. Logra una gran concentración musical tanto en los profesores como en público. El estilo de Zinman también destaca por su claridad expositiva no exenta de brillantez y el equilibrio sonoro de las diferentes secciones de la orquesta sin privilegiar la sección de cuerda como es habitual. También tiene un gran sentido de la fluidez de las secuencias interpretativas de las obras lo que las hace más accesibles al público.

## Discografía selecta
- Bach, C.P.E.: Concierto para flauta en la menor. Aurèle Nicolet, Orquesta de Cámara de los Países Bajos (Philips 4681912).
- Bach, J.S.: Concierto para clave, BWV 1056. Alicia de Larrocha, London Sinfonietta (Decca 4762729).
- Barber: Selección de piezas orquestales. Sinfónica de Baltimore (Decca 202902).
- Bartók: Concierto para orquesta. Filarmónica de Berlín (Berliner Video).
- Bartók: Concierto para dos pianos, percusión y orquesta. Nelson Freire, Martha Argerich, Orquesta del Concertgebouw (Philips 416378).
- Beethoven: Integral sinfónica. Tonhalle de Zúrich (Arte Nova 65410; integral sinfónica en 5 CD).
- Beethoven: Triple concierto. Truls Mork, Yefim Bronfman, Gil Shaham, Tonhalle de Zúrich (Arte Nova 640150).
- Chaikovski: El cascanueces. Orquesta del New York City Ballet (Nonesuch 79294).
- Elgar: Concierto para violín. Gil Shaham, Sinfónica de Chicago (Canary Classics 6).
- Górecki: Sinfonía n.º 3. London Sinfonietta (Nonesuch 79282).
- Haydn: Concierto para piano en re mayor. Alicia de Larrocha, London Sinfonietta (Decca 18002).
- Mahler: Integral sinfónica. Tonhalle de Zúrich (RCA 72723; integral sinfónica en 15 CD).
- Mozart: Selección de Conciertos para piano. Radu Lupu, Orquesta Filarmónica de Cámara Alemana (Euroarts 2010238).
- Rimski-Korsakov: Capricho español. Sinfónica de Baltimore (Telarc 80378).
- Schumann: Integral sinfónica. Tonhalle de Zúrich (Arte Nova 577430; integral sinfónica en 2 CD).

## Principales puestos de director
| Predecesor: Edo de Waart      | Director principal, Orquesta Filarmónica de Róterdam 1979-1982  | Sucesor: James Conlon     |
| Predecesor: Sergiu Comissiona | Director principal, Orquesta Sinfónica de Baltimore 1985-1998   | Sucesor: Iouri Temirkanov |
| Predecesor: Claus Peter Flor  | Director principal, Orquesta de la Tonhalle de Zúrich 1995–2014 | Sucesor:                  |